# Coke de pétrole

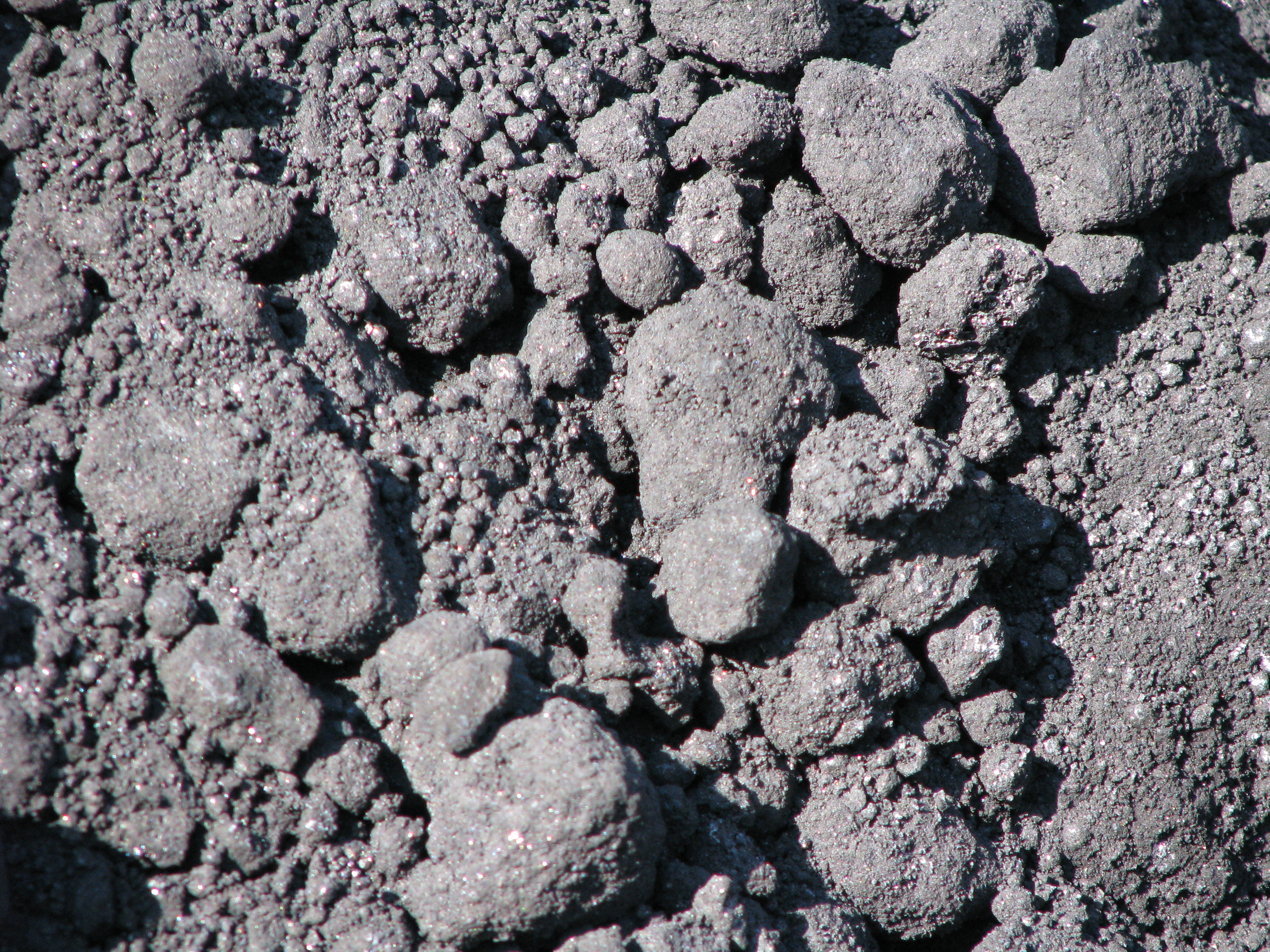
Aspect du coke de pétrole.

Le coke de pétrole, ainsi nommé par analogie avec le coke produit à partir de charbon, est un coproduit des raffineries de pétrole. Il est produit par un procédé d'amélioration des coupes très lourdes de pétrole (en général les résidus de la distillation sous vide), la cokéfaction, qui permet d'en extraire des hydrocarbures légers.
Le coke de pétrole se présente sous forme solide, noire, friable, et se compose majoritairement de carbone (jusqu'à 87 % de carbone fixe), avec très peu d'hydrogène et des quantités importantes de polluants (soufre, métaux lourds...).
En fonction des impuretés, le coke de pétrole est utilisé comme combustible ou comme matériau pour la fabrication d'électrodes. Pour la fabrication d'électrodes, le coke de pétrole est calciné afin d'obtenir un produit composé à plus de 98 % de carbone. Ces électrodes sont ensuite utilisées dans l'industrie métallurgique notamment pour la production d'aluminium ou d'acier.
En tant que combustible solide pour centrales thermiques ou cimenteries, le coke de pétrole est souvent comparé au charbon,. Le charbon comme le coke peuvent avoir des propriétés variables selon leur origine, mais il ressort globalement que :
- Le coke tend à produire moins de cendres,
- Il présente une teneur en soufre plus élevée
- Il contient moins de volatils, pour cette raison la température de combustion est supérieure et les émissions d'oxydes d'azote sont donc supérieures, mais les risques d'accidents sont moindres.
- Le pouvoir calorifique du coke de pétrole est supérieur.

La production mondiale est de 127 millions de tonnes (dont 90 de qualité « combustible ») en 2014. Les États-unis restent de loin le principal producteur mais la production augmente en Chine et ailleurs. Outre le raffinage du pétrole conventionnel, le coke de pétrole est également produit lors du pré-raffinage des huiles lourdes des sables bitumineux de l'Alberta.